# Roger T. Dean
Roger T. Dean (* 6. September 1948 in Manchester) ist ein britischer Biologe und Musiker (Pianist, Bassist, Vibraphonist und Synthesizerspieler) des Jazz und der improvisierten Musik.

## Leben und Wirken
Roger Dean lernte als Jugendlicher Kontrabass und spielte im National Youth Orchestra. Er studierte Biologie an der Universität in Cambridge (B.A., M.A., Ph.D.) und hatte dort Ende der 1960er Jahre auch erste Auftritte als Musiker. Erfolgreich verfolgte er parallel eine Karriere als Naturwissenschaftler und als Musiker. Seit 1988 lebt und arbeitet er in Australien.

### Karriere als Musiker
Ab 1973 spielte er mit Graham Colliers Band; 1975 gründete er in London ein eigenes Improvisationsensemble „Lysis“, mit dem er drei Alben (unter anderem mit Kenny Wheeler) aufnahm. Außerdem arbeitete er mit Harry Beckett, Tony Coe, Tony Oxley, Derek Bailey, dem London Jazz Composers Orchestra, Barry Guy, Terje Rypdal und vielen anderen der englischen Avantgarde Jazz Szene. Mit Soloprogrammen unternahm er zahlreiche Tourneen durch Skandinavien, Australien, Israel und Großbritannien. Außerdem betätigte er sich als Autor, Kritiker und Komponist. Beeinflusst ist er von Cecil Taylor wie auch von Bill Evans und in seinem Bassspiel von Barre Phillips; in seinen Werken verarbeitet er auch Elemente von Webern, Cage, Coltrane und Miles Davis.
Als Improvisationsmusiker arbeitete er nach dem Umzug nach Australien weiterhin mit einer eigenen Band namens „AustraLYSIS“. Außerdem hat er umfangreich über Improvisationsmusik, zuletzt besonders über Mensch-Maschine-Interaktionen in der Improvisation, aber auch über Klangforschung publiziert.

### Karriere als Wissenschaftler
Dean arbeitete zunächst als Biochemiker in der Strukturforschung, um sich dann der molekularen Zellbiologie zuzuwenden. Ab 1979 war er als „Reader“ an der Brunel University, wo er sich 1984 ein weiteres Mal promovierte und als ordentlicher Professor für Zellbiologie tätig war. 1988 nahm er den Posten als Gründungsdirektor des Heart Research Center in Sydney, Australien, an. Er blieb dort bis 2002 und arbeitete unter anderem über den Cholesterin-Stoffwechsel. Von 2002 bis 2007 arbeitete er als Vizekanzler und Präsident der University of Canberra. Seitdem ist Dean als Forschungsprofessor an den MARCS Auditory Laboratories der University of Western Sydney tätig. Dort arbeitet er vorrangig im Bereich der Kognitionswissenschaften und verknüpft dabei seine Kenntnisse des Musizierens mit physiologischen Prozessen wie der Wahrnehmung von Rhythmus oder Affekt.
Dean veröffentlichte drei naturwissenschaftliche Monographien als Autor und sechs Bände als Herausgeber sowie 280 Artikel in internationalen Fachzeitschriften und Reihen.